# Linda Dessau
Linda Marion Dessau (nascida em 8 de maio de 1953) é uma jurista, advogada e a 29ª governadora do estado australiano de Vitória de 1º de julho de 2015 a 30 de junho de 2023. Ela é a primeira mulher e a primeira judia no cargo. Ela foi juíza do Tribunal de Família da Austrália de 1995 a 2013.